# ライプニッツ (シュタイアーマルク州)

ライプニッツ
Leibnitz

測地系: 北緯46度46分59秒 東経15度32分42秒 / 北緯46.78306度 東経15.54500度座標: 北緯46度46分59秒 東経15度32分42秒 / 北緯46.78306度 東経15.54500度

ライプニッツ（独: Leibnitz）は、オーストリアのシュタイアーマルク州ライプニッツ郡にある都市。ライプニッツ郡の郡庁所在地。人口はおよそ12,176人。

## 出身人物
- トーマス・ムスター
- レーオポルト・クレッツェンバッハー